# Stig Persson (läkare)
Stig Bertil Folke Persson, född 27 juni 1936 i Ljusnarsbergs församling, Örebro län, är en svensk kardiolog.
Persson, som är son till rektor Erik Persson och Ruth Bexelius, avlade studentexamen i Norrköping 1955 samt blev medicine kandidat vid Lunds universitet 1957 och medicine licentiat där 1964. Efter förordnanden som underläkare i Ängelholm och Helsingborg tjänstgjorde han på kardiologiska kliniken vid Lunds lasarett från 1966. Han blev medicine doktor 1974 vid Lunds universitet på avhandlingen Aortic Valvular Disease: a Longitudinal Hemodynamic and Clinical Study och har varit verksam som docent där. Han har skrivit läroboken Kardiologi: hjärtsjukdomar hos vuxna (1982, femte reviderade och utökade upplagan 2003). Han invaldes som ledamot av Fysiografiska sällskapet i Lund 1989, var ordförande i Akademiska Föreningen 1992–1998 och blev filosofie hedersdoktor vid Lunds universitet 2013 och jubeldoktor 2024.